# 1 500 meter för herrar i friidrott vid olympiska sommarspelen 1992
1 500 meter för herrar vid olympiska sommarspelen 1992 i Barcelona avgjordes 3-8 augusti. 

## Medaljörer
| Gren        | Guld                        | Guld    | Silver                    | Silver  | Brons                     | Brons   |
| 1 500 meter | Fermin Cacho Ruiz · Spanien | 3.40,12 | Rachid El Basir · Marocko | 3.40,62 | Mohammed Suleiman · Qatar | 3.40,69 |

## Resultat

### Final
- Hölls den 8 augusti 1992

| Placering | Final                    | Tid     |
| --------- | ------------------------ | ------- |
|           | Fermín Cacho (ESP)       | 3.40,12 |
|           | Rachid El Basir (MAR)    | 3.40,62 |
|           | Mohammed Suleiman (QAT)  | 3.40,69 |
| 4.        | Joseph Chesire (KEN)     | 3:41.12 |
| 5.        | Jonah Birir (KEN)        | 3:41.27 |
| 6.        | Jens-Peter Herold (GER)  | 3:41.53 |
| 7.        | Noureddine Morceli (ALG) | 3:41.70 |
| 8.        | Jim Spivey (USA)         | 3:41.74 |
| 9.        | Graham Hood (CAN)        | 3:42.55 |
| 10.       | David Kibet (KEN)        | 3:42.62 |
| 11.       | Manuel Pancorbo (ESP)    | 3:43.51 |
| 12.       | Azat Rakipov (EUN)       | 3:44.66 |

### Semifinaler
| Placering | Heat 1                   | Tid     |
| --------- | ------------------------ | ------- |
| 1.        | Noureddine Morceli (ALG) | 3:39.22 |
| 2.        | Rachid El Basir (MAR)    | 3:39.26 |
| 3.        | Joseph Chesire (KEN)     | 3:39.43 |
| 4.        | Manuel Pancorbo (ESP)    | 3:39.52 |
| 5.        | Jens-Peter Herold (GER)  | 3:39.55 |
| 6.        | Gennaro di Napoli (ITA)  | 3:39.56 |
| 7.        | Branko Zorko (CRO)       | 3:39.71 |
| 8.        | Rüdiger Stenzel (GER)    | 3:40.23 |
| 9.        | Steve Holman (USA)       | 3:40.49 |
| 10.       | Kevin McKay (GBR)        | 3:40.80 |
| 11.       | Zeki Öztürk (TUR)        | 3:41.98 |
| 12.       | Edgar Martins (BRA)      | 3:42.53 |
| 13.       | Baba Njie (GAM)          | 4:13.52 |

| Placering | Heat 2                  | Tid     |
| --------- | ----------------------- | ------- |
| 1.        | Mohammed Suleiman (QAT) | 3:34.77 |
| 2.        | Fermín Cacho (ESP)      | 3:34.93 |
| 3.        | Jonah Birir (KEN)       | 3:35.41 |
| 4.        | Jim Spivey (USA)        | 3:35.55 |
| 5.        | David Kibet (KEN)       | 3:35.82 |
| 6.        | Graham Hood (CAN)       | 3:36.12 |
| 7.        | Azat Rakipov (EUN)      | 3:36.16 |
| 8.        | Marcus O'Sullivan (IRL) | 3:37.16 |
| 9.        | Mário Silva (POR)       | 3:38.09 |
| 10.       | Phillimon Hanneck (ZIM) | 3:38.09 |
| 11.       | Hauke Fuhlbrügge (GER)  | 3:38.45 |
| 12.       | Matthew Yates (GBR)     | 3:40.53 |

### Försöksheat
| Placering | Heat 1                  | Tid          |
| --------- | ----------------------- | ------------ |
| 1.        | Fermín Cacho (ESP)      | 3:37.04      |
| 2.        | Phillimon Hanneck (ZIM) | 3:37.65      |
| 3.        | Jim Spivey (USA)        | 3:38.01      |
| 4.        | Rachid El Basir (MAR)   | 3:38.01      |
| 5.        | Jonah Birir (KEN)       | 3:38.29      |
| 6.        | Azat Rakipov (EUN)      | 3:38.64      |
| 7.        | Edgar Martins (BRA)     | 3:38.68      |
| 8.        | Kim Bong-Yoo (KOR)      | 3:40.73      |
| 9.        | Steve Crabb (GBR)       | 3:41.00      |
| 10.       | Mohamed Al-Nahdi (UAE)  | 3:48.08      |
| 11.       | Zacharia Maidjida (CAF) | 3:55.72      |
| 12.       | Khambieng Khamiar (LAO) | 4:04.82 (NR) |
| 13.       | Ancel Nalau (VAN)       | 4:13.88      |

| Placering | Heat 2                     | Tid          |
| --------- | -------------------------- | ------------ |
| 1.        | Noureddine Morceli (ALG)   | 3:37.98      |
| 2.        | Steve Holman (USA)         | 3:38.38      |
| 3.        | Mário Silva (POR)          | 3:38.57      |
| 4.        | Zeki Öztürk (TUR)          | 3:38.68      |
| 5.        | Matthew Yates (GBR)        | 3:38.73      |
| 6.        | Hauke Fuhlbrügge (GER)     | 3:38.92      |
| 7.        | João N'Tyamba (ANG)        | 3:39.54 (NR) |
| 8.        | Metiku Megersa (ETH)       | 3:41.54      |
| 9.        | Khan Nadir (PAK)           | 3:44.96      |
| 10.       | Markus Hacksteiner (SUI)   | 3:45.27      |
| 11.       | Awad Nasher (YEM)          | 3:51.89      |
| 12.       | Tamimou Idrissou (BEN)     | 3:56.45      |
| 13.       | Alphonse Munyeshyaka (RWA) | 3:58.75      |

| Placering | Heat 3                    | Tid     |
| --------- | ------------------------- | ------- |
| 1.        | Joseph Chesire (KEN)      | 3:44.06 |
| 2.        | Graham Hood (CAN)         | 3:44.44 |
| 3.        | Branko Zorko (CRO)        | 3:44.47 |
| 4.        | Gennaro di Napoli (ITA)   | 3:44.55 |
| 5.        | Rüdiger Stenzel (GER)     | 3:44.70 |
| 6.        | Terrance Herrington (USA) | 3:44.80 |
| 7.        | José Luis González (ESP)  | 3:46.75 |
| 8.        | Bobby Gaseitsiwe (BOT)    | 3:48.33 |
| 9.        | Mohamed Sy Savane (GUI)   | 3:51.96 |
| 10.       | Reuben Appleton (ANT)     | 4:02.99 |
| 11.       | Bassam Kawas (LIB)        | 4:17.40 |
| —         | Ian Gray (BIZ)            | DNF     |
| —         | Saïd Aouita (MAR)         | DNS     |

| Placering | Heat 4                     | Tid     |
| --------- | -------------------------- | ------- |
| 1.        | David Kibet (KEN)          | 3:36.32 |
| 2.        | Mohammed Suleiman (QAT)    | 3:36.72 |
| 3.        | Jens-Peter Herold (GER)    | 3:36.76 |
| 4.        | Marcus O'Sullivan (IRL)    | 3:37.07 |
| 5.        | Kevin McKay (GBR)          | 3:37.39 |
| 6.        | Manuel Pancorbo (ESP)      | 3:37.62 |
| 7.        | Houssein Djama Egueh (DJI) | 3:44.13 |
| 8.        | Sipho Dlamini (SWZ)        | 3:46.33 |
| 9.        | Zewdie Hailu (ETH)         | 3:47.79 |
| 10.       | Kaleka Mutoke (ZAI)        | 3:53.71 |
| 11.       | Bernardo Elonga (GEQ)      | 4:25.78 |
| —         | Robin van Helden (NED)     | DNF     |